# Pseudoautobiografía
La pseudoautobiografía es un género didáctico-narrativo en que el autor adopta la primera persona y narra la vida de un personaje real o inventado; por ejemplo, Vidas imaginarias de Marcel Schwob, Yo, Claudio de Robert Graves o Memorias de una geisha de Arthur Golden. El propio narrador escribe su biografía, (imaginaria o real).